# اعتلال كبيبات الكلى الوراثي للكلاب السامودية

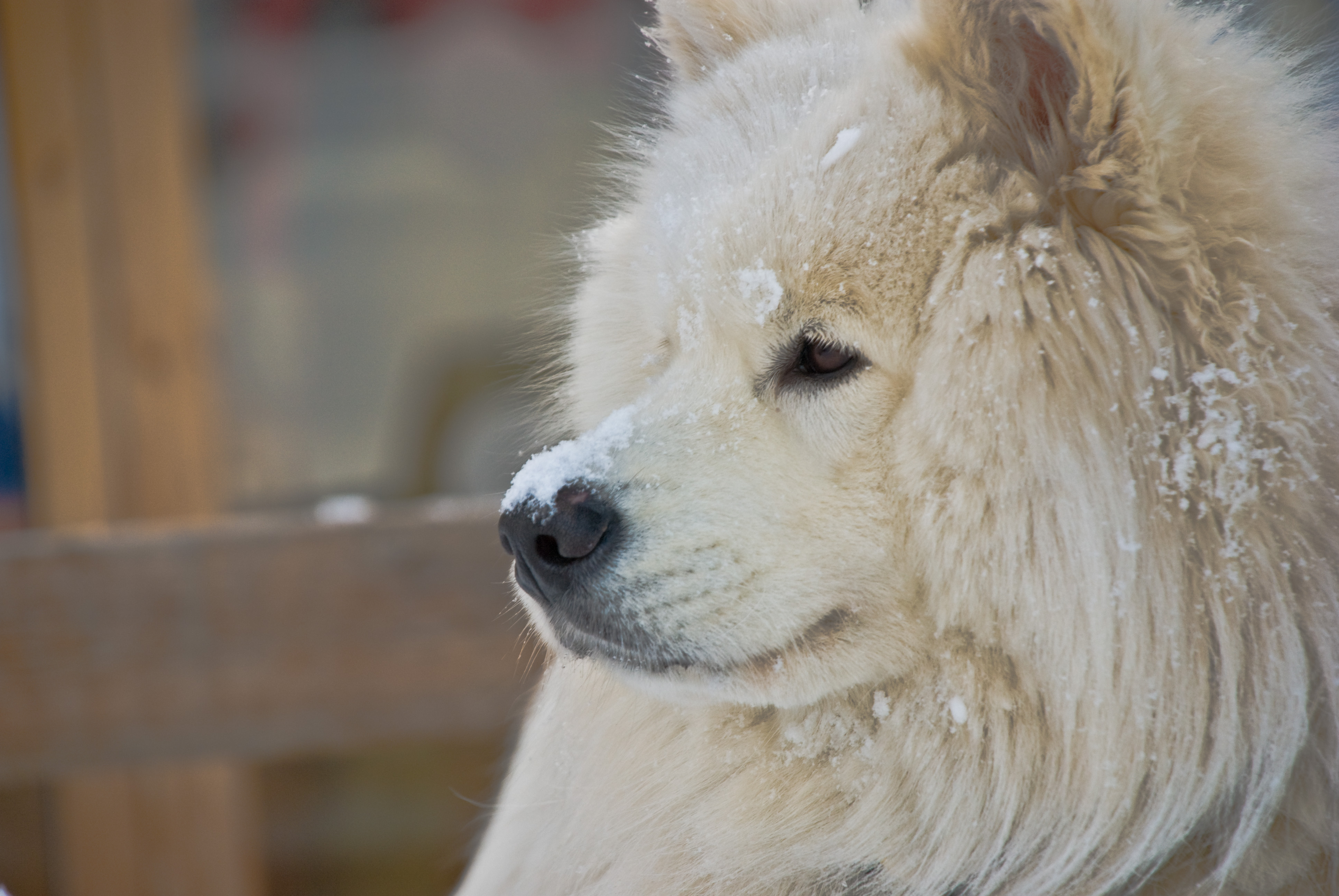
كلب سامودي بصحة جيدة.

في الحيوانات ذات الأنياب، اعتلال كبيبات الكلى الوراثي للكلاب السامودية (SHG) هو مرض وراثي لا التهابي للكبيبات الكلوية يحدث للكلاب السامودية. وقد تبين أن المرض يُعتبر نموذجًا لالتهاب الكلى الوراثي (HN) عند البشر من حيث إنه يشبه المرض البشري. ولهذا السبب، يُشار إليه في بعض الأحيان بالاسم المستخدم للمرض البشري عند الإشارة إلى الحالات التي تحدث للكلاب من السلالة سامودية. وكذلك قد يُعرف باسم التهاب الكلى الوراثي المرتبط بالإكس. ووراثيًا، يتم توريث هذه الصفة كنوع من الأمراض السائدة وراثيًا المرتبطة بالجنس، وبالتالي يؤثر على ذكور الكلاب بدرجة أكبر من إناث الكلاب، حيث إن الذكور لديهم كروموسوم إكس واحد فقط.

## الوصف
يحدث اعتلال كبيبات الكلى الوراثي لكلاب سامويد بسبب طفرة هرائية في الرامزة 1027 من جين COL4A5 في الصبغي إكس (غليسين لإيقاف الرامزة)، وهو ما يشبه متلازمة ألبورت عند البشر. ويتم توريث هذا المرض ببساطة، ويكون سائدًا ومرتبطًا بالصبغي إكس، مع وجود أعراض أكثر حدة بشكل عام عند الذكور مقارنة بالإناث. وسريريًا، من عمر ثلاثة إلى أربعة أشهر، تُلاحظ البيلة البروتينية في كلا الجنسين. ولدى الكلاب الأكبر سنًا، يحدث فشل كلوي جنبًا إلى جنب مع فقد السمع الواضح قليلاً أو كثيرًا بشكل سريع، ويُتوقع الموت في عمر يتراوح ما بين 8 إلى 15 شهرًا. عند الإناث متغايرة الزيجوت، حيث واحد فقط من صبغيات إكس (X chromosomes) يحمل الطفرة، يظهر المرض بشكل بطيء.
ويقتصر المرض على سلالة سامويد من حيث إن سامويد هي السلالة الوحيدة من الكلاب التي يبدو عليها تطور أكثر سرعة للإصابة بالفشل الكلوي والموت وكذلك التأثير على الذكور بدرجة أكثر حدة بكثير من الإناث. ومع ذلك، فإن السامويد هي ليست السلالة الوحيدة من الكلاب التي تعاني من أمراض الكلى المهددة للحياة. وكثيرًا ما تم اكتشاف البيلة البروتينية في كلاب السامويد وكلاب دوبرمان بينتشر وكلاب كوكر سبانييل.

## التشخيص
عادة ما تبدأ أعراض المرض في الظهور على الكلاب الذكور المصابين والكلاب الإناث الناقلات في عمر من شهرين إلى ثلاثة أشهر، مع البيلة البروتينية. وبحلول الشهر من الثالث إلى الرابع من العمر، تتضمن الأعراض بالنسبة لذكور الكلاب المصابة: الهزال الجسدي وفقد الوزن والبيلة البروتينية ونقص ألبومين الدم. وبعد مضي تسعة أشهر من العمر، قد يُلاحظ فرط كوليستيرول الدم. وفي المراحل النهائية من المرض، في حوالي الشهر الـ 15 من العمر بالنسبة لذكور الكلاب المصابة، تظهر أعراض مثل الفشل الكلوي وفقد السمع والموت. ونظرًا لأن هذه الحالة سائدة وراثيًا، يمكن أن يتضمن التشخيص أيضًا تحليل صحة نسل وأم السلالة المتضررة المشتبه بها إن وجدت.

## العلاج
يمكن علاج هذا المرض فقط لإبطاء تطوره، من خلال استخدام السيكلوسبورين أ ومثبطات إنزيم محول الأنجيوتستين، ولكن يتعذر إيقافه أو علاجه كليًا.

## كتابات أخرى
- Thorner، P؛ Jansen، B؛ Baumal، R؛ Valli، VE؛ Goldberger، A (1987). "Samoyed hereditary glomerulopathy. Immunohistochemical staining of basement membranes of kidney for laminin, collagen type IV, fibronectin, and Goodpasture antigen, and correlation with electron microscopy of glomerular capillary basement membranes". Laboratory investigation; a journal of technical methods and pathology. ج. 56 ع. 4: 435–43. PMID:3550289.
- Jansen، B؛ Thorner، P؛ Baumal، R؛ Valli، V؛ Maxie، MG؛ Singh، A (1986). "Samoyed hereditary glomerulopathy (SHG). Evolution of splitting of glomerular capillary basement membranes". The American journal of pathology. ج. 125 ع. 3: 536–45. PMC:1888463. PMID:3799818.
- Rawdon، TG (2001). "Juvenile nephropathy in a Samoyed bitch". The Journal of small animal practice. ج. 42 ع. 5: 235–8. DOI:10.1111/j.1748-5827.2001.tb02027.x. PMID:11380016.
- Zheng، Keqin؛ Perry، Julie؛ Harvey، Scott J؛ Sado، Yoshikazu؛ Ninomiya، Yoshifumi؛ Jefferson، Barbara؛ Jacobs، Robert؛ Hudson، Billy G؛ Thorner، Paul S (2005). "Regulation of collagen type IV genes is organ-specific: Evidence from a canine model of Alport syndrome". Kidney International. ج. 68 ع. 5: 2121–30. DOI:10.1111/j.1523-1755.2005.00668.x. PMID:16221211.

## وصلات خارجية
- "Hereditary Nephritis-Samoyed Hereditary Glomerulopathy". VetGen. مؤرشف من الأصل في 2018-03-29. اطلع عليه بتاريخ 2011-05-21.